# Judo aux Jeux olympiques d'été de 2024 - Par équipes
Navigation
Tokyo 2020 Los Angeles 2028
L'épreuve par équipes mixtes en judo des Jeux olympiques d'été de 2024 a lieu le 3 août 2024 à l'Arena Champ-de-Mars à Paris, en France.
Afin de se qualifier pour la compétition, un CNO doit avoir des concurrents individuels dans chacun des six groupes suivant :
- Tiers inférieur des hommes (super-léger, mi-léger ou léger) ;
- Tiers médian des hommes (léger, mi-moyen ou poids moyen) ;
- Tiers supérieur masculin (poids moyen, mi-lourd ou poids lourd) ;
- Tiers inférieur féminin (super-léger, semi-léger ou léger) ;
- Tiers médian féminin (léger, mi-moyen ou poids moyen) ;
- Tiers supérieur féminin (poids moyen, mi-lourd ou poids lourd).

## Médaillés
| Or | Argent | Bronze |
| France- Clarisse Agbegnenou - Shirine Boukli - Amandine Buchard - Sarah-Léonie Cysique - Romane Dicko - Aurélien Diesse - Alpha Oumar Djalo - Joan-Benjamin Gaba - Marie-Ève Gahié - Walide Khyar - Madeleine Malonga - Luka Mkheidze - Maxime-Gaël Ngayap Hambou - Teddy Riner | Japon- Uta Abe - Haruka Funakubo - Natsumi Tsunoda - Saki Niizoe - Miku Takaichi - Akira Sone - Rika Takayama - Hifumi Abe - Soichi Hashimoto - Ryuju Nagayama - Sanshiro Murao - Takanori Nagase - Tatsuru Saito - Aaron Wolf | Brésil- Larissa Pimenta - Rafaela Silva - Ketleyn Quadros - Beatriz Souza - Daniel Cargnin - Willian Lima - Rafael Macedo - Guilherme Schmidt - Leonardo Gonçalves - Rafael Silva |
| France- Clarisse Agbegnenou - Shirine Boukli - Amandine Buchard - Sarah-Léonie Cysique - Romane Dicko - Aurélien Diesse - Alpha Oumar Djalo - Joan-Benjamin Gaba - Marie-Ève Gahié - Walide Khyar - Madeleine Malonga - Luka Mkheidze - Maxime-Gaël Ngayap Hambou - Teddy Riner | Japon- Uta Abe - Haruka Funakubo - Natsumi Tsunoda - Saki Niizoe - Miku Takaichi - Akira Sone - Rika Takayama - Hifumi Abe - Soichi Hashimoto - Ryuju Nagayama - Sanshiro Murao - Takanori Nagase - Tatsuru Saito - Aaron Wolf | Corée du Sud- Huh Mi-mi - Jung Ye-rin - Lee Hyek-yeong - Kim Ji-su - Kim Ha-yun - Yoon Hyun-ji - An Baul - Kim Won-jin - Han Juyeop - Lee Joonh-wan - Kim Min-jong                |

## Calendrier
| Date          | Horaire  | Manche        |
| ------------- | -------- | ------------- |
| Samedi 3 août | 10 h 00  | Éliminatoires |
| Samedi 3 août | à suivre | Repêchages    |
| Samedi 3 août | à suivre | Demi-finales  |
| Samedi 3 août | 16 h 00  | Finales       |

## Résultats détaillés

### Phase finale
|  | Demi-finales | Demi-finales |   |  | Finale | Finale |  |
|  |              |              |   |  |        |        |  |
|  | Japon        | 4            |   |  |        |        |  |
|  | Allemagne    | 0            |   |  |        |        |  |
|  |              |              |   |  | Japon  | 3      |  |
|  |              | France       | 4 |  |        |        |  |
|  | France       | 4            |   |  |        |        |  |
|  | Italie       | 1            |   |  |        |        |  |

### Phase de repêchage
|  | Repêchage | Repêchage | Repêchage |  |  | Finale pour la médaille de bronze | Finale pour la médaille de bronze | Finale pour la médaille de bronze |
|  |           |           |           |  |  |                                   |                                   |                                   |
|  | Serbie    | Serbie    | 1         |  |  |                                   |                                   |                                   |
|  | Brésil    | Brésil    | 4         |  |  | Brésil                            | Brésil                            | 4                                 |
|  |           |           |           |  |  | Italie                            | Italie                            | 3                                 |
|  |           |           |           |  |  |                                   |                                   |                                   |
|  |           |           |           |  |  |                                   |                                   |                                   |
|  |           |           |           |  |  |                                   |                                   |                                   |
|  |           |           |           |  |  |                                   |                                   |                                   |

|  | Repêchage    | Repêchage    | Repêchage |  |  | Finale pour la médaille de bronze | Finale pour la médaille de bronze | Finale pour la médaille de bronze |
|  |              |              |           |  |  |                                   |                                   |                                   |
|  | Corée du Sud | Corée du Sud | 4         |  |  |                                   |                                   |                                   |
|  | Ouzbékistan  | Ouzbékistan  | 2         |  |  | Corée du Sud                      | Corée du Sud                      | 4                                 |
|  |              |              |           |  |  | Allemagne                         | Allemagne                         | 3                                 |
|  |              |              |           |  |  |                                   |                                   |                                   |
|  |              |              |           |  |  |                                   |                                   |                                   |
|  |              |              |           |  |  |                                   |                                   |                                   |
|  |              |              |           |  |  |                                   |                                   |                                   |

### Groupes

#### Groupe A
|  | Premier tour                  | Premier tour                  | Premier tour |  |  | Deuxième tour | Deuxième tour | Deuxième tour |   |       | Quarts de finale | Quarts de finale | Quarts de finale |
|  |                               |                               |              |  |  |               |               |               |   |       |                  |                  |                  |
|  |                               |                               |              |  |  |               |               |               |   |       |                  |                  |                  |
|  |                               |                               |              |  |  | Japon         | Japon         | 4             |   |       |                  |                  |                  |
|  | Espagne                       | Espagne                       | 4            |  |  | Espagne       | Espagne       | 3             |   |       |                  |                  |                  |
|  | Équipe olympique des réfugiés | Équipe olympique des réfugiés | 0            |  |  |               |               |               |   | Japon | Japon            | 4                |                  |
|  |                               |                               |              |  |  |               | Serbie        | Serbie        | 1 |       |                  |                  |                  |
|  |                               |                               |              |  |  | Pays-Bas      | Pays-Bas      | 2             |   |       |                  |                  |                  |
|  |                               |                               |              |  |  | Serbie        | Serbie        | 4             |   |       |                  |                  |                  |
|  |                               |                               |              |  |  |               |               |               |   |       |                  |                  |                  |
|  |                               |                               |              |  |  |               |               |               |   |       |                  |                  |                  |
|  |                               |                               |              |  |  |               |               |               |   |       |                  |                  |                  |

#### Groupe B
|  | Premier tour | Premier tour | Premier tour |  |  | Deuxième tour | Deuxième tour | Deuxième tour |   |           | Quarts de finale | Quarts de finale | Quarts de finale |
|  |              |              |              |  |  |               |               |               |   |           |                  |                  |                  |
|  |              |              |              |  |  |               |               |               |   |           |                  |                  |                  |
|  |              |              |              |  |  | Allemagne     | Allemagne     | 4             |   |           |                  |                  |                  |
|  |              |              |              |  |  | Autriche      | Autriche      | 1             |   |           |                  |                  |                  |
|  |              |              |              |  |  |               |               |               |   | Allemagne | Allemagne        | 4                |                  |
|  |              |              |              |  |  |               | Brésil        | Brésil        | 3 |           |                  |                  |                  |
|  |              |              |              |  |  | Kazakhstan    | Kazakhstan    | 2             |   |           |                  |                  |                  |
|  |              |              |              |  |  | Brésil        | Brésil        | 4             |   |           |                  |                  |                  |
|  |              |              |              |  |  |               |               |               |   |           |                  |                  |                  |
|  |              |              |              |  |  |               |               |               |   |           |                  |                  |                  |
|  |              |              |              |  |  |               |               |               |   |           |                  |                  |                  |

#### Groupe C
|  | Premier tour | Premier tour | Premier tour |  |  | Deuxième tour | Deuxième tour | Deuxième tour |   |        | Quarts de finale | Quarts de finale | Quarts de finale |
|  |              |              |              |  |  |               |               |               |   |        |                  |                  |                  |
|  |              |              |              |  |  |               |               |               |   |        |                  |                  |                  |
|  |              |              |              |  |  | France        | France        | 4             |   |        |                  |                  |                  |
|  | Mongolie     | Mongolie     | 3            |  |  | Israël        | Israël        | 0             |   |        |                  |                  |                  |
|  | Israël       | Israël       | 4            |  |  |               |               |               |   | France | France           | 4                |                  |
|  |              |              |              |  |  |               | Corée du Sud  | Corée du Sud  | 1 |        |                  |                  |                  |
|  |              |              |              |  |  | Corée du Sud  | Corée du Sud  | 4             |   |        |                  |                  |                  |
|  |              |              |              |  |  | Turquie       | Turquie       | 1             |   |        |                  |                  |                  |
|  |              |              |              |  |  |               |               |               |   |        |                  |                  |                  |
|  |              |              |              |  |  |               |               |               |   |        |                  |                  |                  |
|  |              |              |              |  |  |               |               |               |   |        |                  |                  |                  |

#### Groupe D
|  | Premier tour | Premier tour | Premier tour |  |  | Deuxième tour | Deuxième tour | Deuxième tour |   |        | Quarts de finale | Quarts de finale | Quarts de finale |
|  |              |              |              |  |  |               |               |               |   |        |                  |                  |                  |
|  |              |              |              |  |  |               |               |               |   |        |                  |                  |                  |
|  |              |              |              |  |  | Géorgie       | Géorgie       | 3             |   |        |                  |                  |                  |
|  | Italie       | Italie       | 4            |  |  | Italie        | Italie        | 4             |   |        |                  |                  |                  |
|  | Hongrie      | Hongrie      | 1            |  |  |               |               |               |   | Italie | Italie           | 4                |                  |
|  |              |              |              |  |  |               | Ouzbékistan   | Ouzbékistan   | 2 |        |                  |                  |                  |
|  |              |              |              |  |  | Ouzbékistan   | Ouzbékistan   | '4            |   |        |                  |                  |                  |
|  |              |              |              |  |  | Canada        | Canada        | 0             |   |        |                  |                  |                  |
|  |              |              |              |  |  |               |               |               |   |        |                  |                  |                  |
|  |              |              |              |  |  |               |               |               |   |        |                  |                  |                  |
|  |              |              |              |  |  |               |               |               |   |        |                  |                  |                  |

### Matches

#### Premier tour
| Catégorie          | Mongolie                | Résultat | Israël            | Score |
| ------------------ | ----------------------- | -------- | ----------------- | ----- |
| Hommes +90 kg      | Gonchigsuren Batkhuyag  | 00 – 10  | Peter Paltchik    | 0 – 1 |
| Femmes -57 kg      | Sosorbaram Lkhagvasuren | 00 – 10  | Timna Nelson-Levy | 0 – 2 |
| Hommes -73 kg      | Baskhuu Yondonperenlei  | 00 – 10  | Tohar Butbul      | 0 – 3 |
| Femmes -70 kg      | Enkhriilen Lkhagvatogoo | 10 – 00  | Gili Sharir       | 1 – 3 |
| Hommes -90 kg      | Erdenebayar Batzaya     | 10 – 00  | Sagi Muki         | 2 – 3 |
| Femmes +70 kg      | Adiyasuren Amarsaikhan  | 01 – 00  | Raz Hershko       | 3 – 3 |
| Combat de décision |                         |          |                   |       |
| Hommes -90 kg      | Erdenebayar Batzaya     | 00 – 01  | Sagi Muki         | 3 – 4 |

| Catégorie     | Italie            | Résultat    | Hongrie        | Score |
| ------------- | ----------------- | ----------- | -------------- | ----- |
| Hommes +90 kg | Gennaro Pirelli   | 01 – 00     | Zsombor Veg    | 1 – 0 |
| Femmes -57 kg | Veronica Toniolo  | 10 – 00     | Réka Pupp      | 2 – 0 |
| Hommes -73 kg | Manuel Lombardo   | 10 – 00     | Bence Pongracz | 3 – 0 |
| Femmes -70 kg | Kim Polling       | 00 – 01     | Szofi Özbas    | 3 – 1 |
| Hommes -90 kg | Christian Parlati | 10 – 00     | Krisztián Tóth | 4 – 1 |
| Femmes +70 kg | Asya Tavano       | Non disputé | Szabina Gersak | –     |

| Catégorie     | Espagne                 | Résultat    | Équipe olympique des réfugiés | Score |
| ------------- | ----------------------- | ----------- | ----------------------------- | ----- |
| Hommes +90 kg | Nikoloz Sherazadishvili | 10 – 00     | Adnan Khankan                 | 1 – 0 |
| Femmes -57 kg | Ariane Toro Soler       | 10 – 00     | Muna Dahouk                   | 2 – 0 |
| Hommes -73 kg | David Garcia Torne      | 10 – 00     | Mohammad Rashnonezhad         | 3 – 0 |
| Femmes -70 kg | Cristina Cabana Pérez   | 10 – 00     | Nigara Shaheen                | 4 – 0 |
| Hommes -90 kg | Tristani Mosakhlishvili | Non disputé | Sibghatullah Arab             | –     |
| Femmes +70 kg | Ai Tsunoda              | Non disputé | Mahboubeh Barbari Zharfi      | –     |

#### Deuxième tour

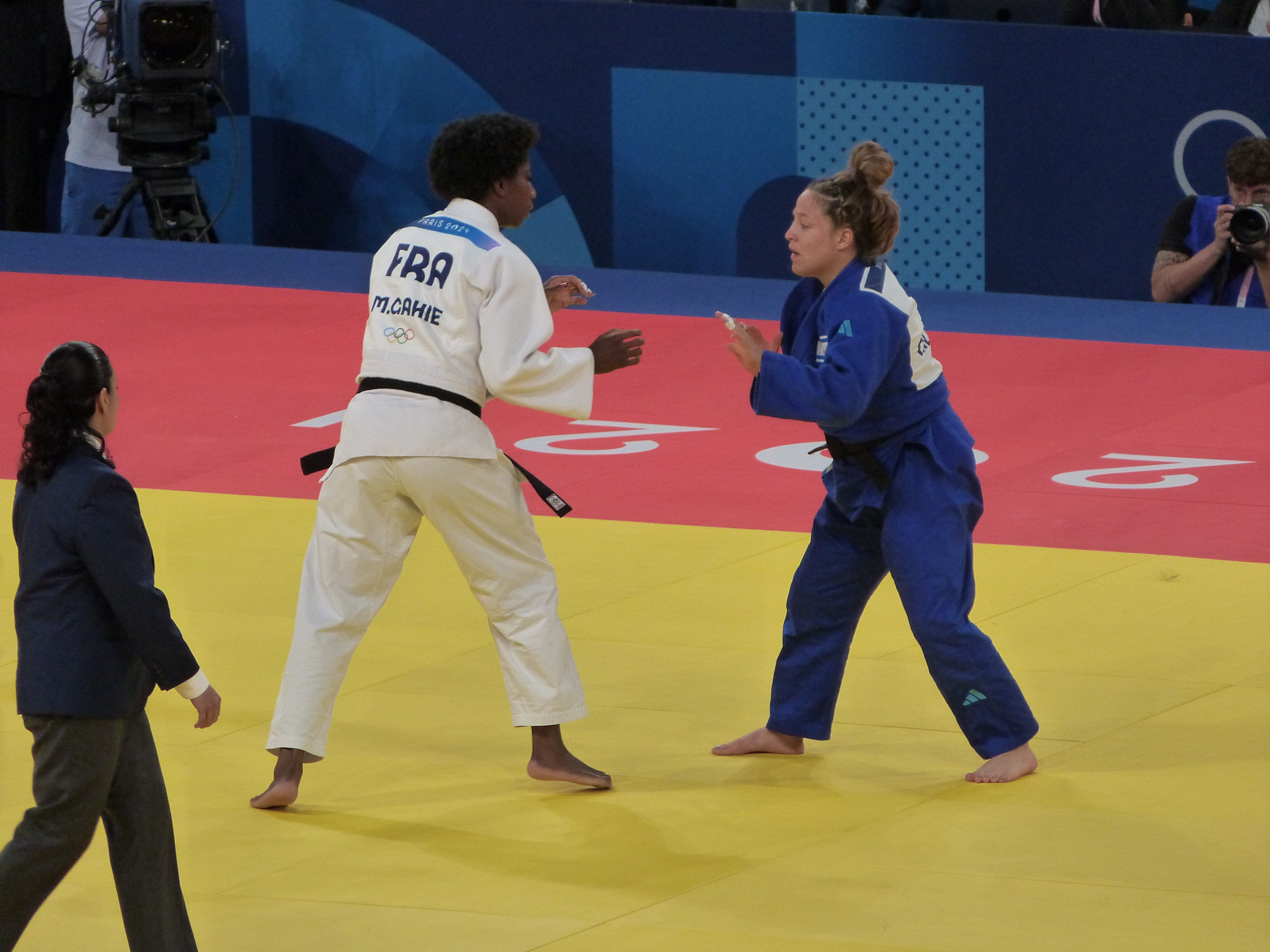
Marie-Ève Gahié contre Gili Sharir.

| Catégorie          | Japon            | Résultat | Espagne                 | Score |
| ------------------ | ---------------- | -------- | ----------------------- | ----- |
| Femmes -57 kg      | Uta Abe          | 10 – 00  | Ariane Toro Soler       | 1 – 0 |
| Hommes -73 kg      | Soichi Hashimoto | 00 – 10  | Salvador Cases Roca     | 1 – 1 |
| Femmes -70 kg      | Miku Takaichi    | 10 – 00  | Cristina Cabana Pérez   | 2 – 1 |
| Hommes -90 kg      | Sanshiro Murao   | 01 – 00  | Tristani Mosakhlishvili | 3 – 1 |
| Femmes +70 kg      | Rika Takayama    | 00 – 10  | Ai Tsunoda              | 3 – 2 |
| Hommes +90 kg      | Tatsuru Saito    | 00 – 01  | Nikoloz Sherazadishvili | 3 – 3 |
| Combat de décision |                  |          |                         |       |
| Femmes -70 kg      | Miku Takaichi    | 10 – 00  | Cristina Cabana Pérez   | 4 – 3 |

| Catégorie     | Pays-Bas            | Résultat | Serbie            | Score |
| ------------- | ------------------- | -------- | ----------------- | ----- |
| Femmes -57 kg | Julie Beurskens     | 10 – 00  | Milica Nikolić    | 1 – 0 |
| Hommes -73 kg | Tornike Tsjakadoea  | 00 – 10  | Strahinja Bunčić  | 1 – 1 |
| Femmes -70 kg | Joanne van Lieshout | 10 – 00  | Marica Perišić    | 2 – 1 |
| Hommes -90 kg | Noel van T End      | 00 – 10  | Nemanja Majdov    | 2 – 2 |
| Femmes +70 kg | Marit Kamps         | 00 – 10  | Milica Žabić      | 2 – 3 |
| Hommes +90 kg | Michael Korrel      | 00 – 10  | Aleksandar Kukolj | 2 – 4 |

| Catégorie     | Allemagne        | Résultat    | Autriche            | Score |
| ------------- | ---------------- | ----------- | ------------------- | ----- |
| Femmes -57 kg | Pauline Starke   | 10 – 00     | Katharina Tanzer    | 1 – 0 |
| Hommes -73 kg | Igor Wandtke     | 00 – 10     | Samuel Gassner      | 1 – 1 |
| Femmes -70 kg | Miriam Butkereit | 10 – 00     | Lubjana Piovesana   | 2 – 1 |
| Hommes -90 kg | Eduard Trippel   | 10 – 00     | Wachid Borchashvili | 3 – 1 |
| Femmes +70 kg | Renée Lucht      | 11 – 00     | Michaela Polleres   | 4 – 1 |
| Hommes +90 kg | Erik Abramov     | Non disputé | Aaron Fara          | –     |

| Catégorie     | Kazakhstan            | Résultat | Brésil             | Score |
| ------------- | --------------------- | -------- | ------------------ | ----- |
| Femmes -57 kg | Abiba Abuzhakynova    | 00 – 11  | Rafaela Silva      | 0 – 1 |
| Hommes -73 kg | Daniyar Shamshayev    | 10 – 01  | Daniel Cargnin     | 1 – 1 |
| Femmes -70 kg | Esmigul Kuyulova      | 00 – 10  | Ketleyn Quadros    | 1 – 2 |
| Hommes -90 kg | Abylaikhan Zhubanazar | 10 – 01  | Rafael Macedo      | 2 – 2 |
| Femmes +70 kg | Kamila Berlikash      | 00 – 01  | Beatriz Souza      | 2 – 3 |
| Hommes +90 kg | Nurlykhan Sharkhan    | 00 – 11  | Leonardo Goncalves | 2 – 4 |

| Catégorie     | France                    | Résultat    | Israël            | Score |
| ------------- | ------------------------- | ----------- | ----------------- | ----- |
| Femmes -57 kg | Sarah-Léonie Cysique      | 10 – 01     | Timna Nelson-Levy | 1 – 0 |
| Hommes -73 kg | Joan-Benjamin Gaba        | 10 – 00     | Tohar Butbul      | 2 – 0 |
| Femmes -70 kg | Marie-Ève Gahié           | 10 – 00     | Gili Sharir       | 3 – 0 |
| Hommes -90 kg | Maxime-Gaël Ngayap Hambou | 10 – 00     | Sagi Muki         | 4 – 0 |
| Femmes +70 kg | Romane Dicko              | Non disputé | Raz Hershko       | –     |
| Hommes +90 kg | Teddy Riner               | Non disputé | Peter Paltchik    | –     |

| Catégorie     | Corée du Sud | Résultat    | Turquie           | Score |
| ------------- | ------------ | ----------- | ----------------- | ----- |
| Femmes -57 kg | Huh Mi-mi    | 10 – 00     | Tuğçe Beder       | 1 – 0 |
| Hommes -73 kg | An Baul      | 10 – 00     | Muhammed Demirel  | 2 – 0 |
| Femmes -70 kg | Kim Ji-su    | 11 – 00     | Fidan Ogel        | 3 – 0 |
| Hommes -90 kg | Han Ju-yeop  | 00 – 10     | Mihael Zgank      | 3 – 1 |
| Femmes +70 kg | Kim Ha-yun   | 01 – 00     | Kayra Sayit       | 4 – 1 |
| Hommes +90 kg | Kim Min-jong | Non disputé | Ibrahim Tataroglu | –     |

| Catégorie          | Géorgie               | Résultat | Italie            | Score |
| ------------------ | --------------------- | -------- | ----------------- | ----- |
| Femmes -57 kg      | Eteri Liparteliani    | 10 – 00  | Odette Giuffrida  | 1 – 0 |
| Hommes -73 kg      | Lasha Shavdatuashvili | 00 – 10  | Manuel Lombardo   | 1 – 1 |
| Femmes -70 kg      | Eter Askilashvili     | 00 – 10  | Kim Polling       | 1 – 2 |
| Hommes -90 kg      | Lasha Bekauri         | 10 – 00  | Christian Parlati | 2 – 2 |
| Femmes +70 kg      | Sophio Somkhishvili   | 00 – 10  | Alice Bellandi    | 2 – 3 |
| Hommes +90 kg      | Ilia Sulamanidze      | 10 – 00  | Gennaro Pirelli   | 3 – 3 |
| Combat de décision |                       |          |                   |       |
| Hommes -73 kg      | Lasha Shavdatuashvili | 00 – 01  | Manuel Lombardo   | 3 – 4 |

| Catégorie     | Ouzbékistan          | Résultat    | Canada                      | Score |
| ------------- | -------------------- | ----------- | --------------------------- | ----- |
| Femmes -57 kg | Shukurjon Aminova    | 10 – 00     | Christa Deguchi             | 1 – 0 |
| Hommes -73 kg | Murodjon Yuldoshev   | 01 – 00     | Arthur Margelidon           | 2 – 0 |
| Femmes -70 kg | Gulnoza Matniyazova  | 10 – 00     | Catherine Beauchemin-Pinard | 3 – 0 |
| Hommes -90 kg | Davlat Bobonov       | 01 – 00     | François Gauthier Drapeau   | 4 – 0 |
| Femmes +70 kg | Iriskhon Kurbanbaeva | Non disputé | Ana Laura Portuondo Isasi   | –     |
| Hommes +90 kg | Alisher Yusupov      | Non disputé | Shady Elnahas               | –     |

#### Quarts de finale

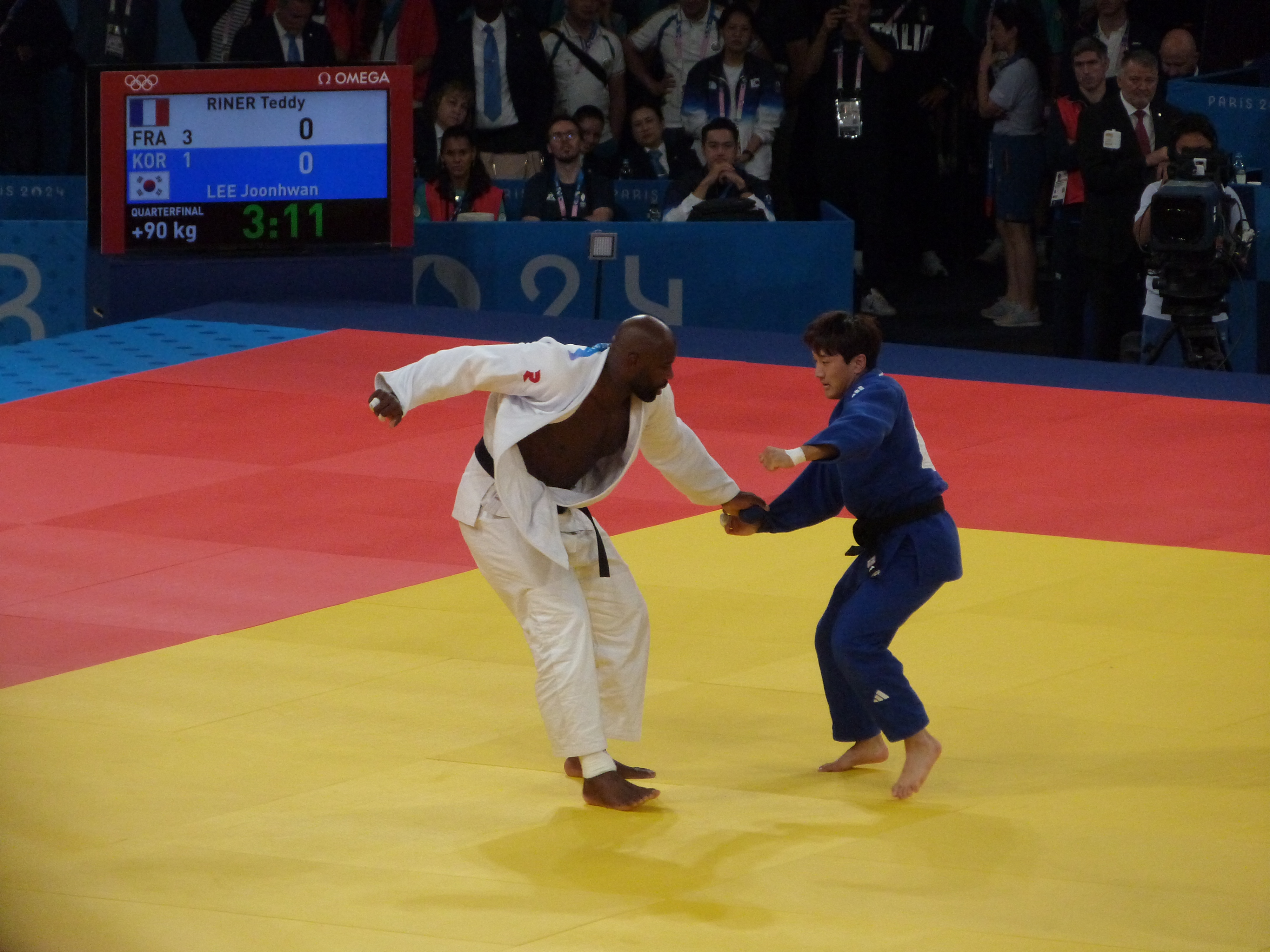
Teddy Riner et Lee Joon-Hwan.

| Catégorie     | Japon           | Résultat    | Serbie            | Score |
| ------------- | --------------- | ----------- | ----------------- | ----- |
| Hommes -73 kg | Hifumi Abe      | 10 – 00     | Strahinja Bunčić  | 1 – 0 |
| Femmes -70 kg | Saki Niizoe     | 11 – 00     | Marica Perišić    | 2 – 0 |
| Hommes -90 kg | Takanori Nagase | 10 – 00     | Nemanja Majdov    | 3 – 0 |
| Femmes +70 kg | Rika Takayama   | 00 – 10     | Milica Žabić      | 3 – 1 |
| Hommes +90 kg | Aaron Wolf      | 10 – 00     | Aleksandar Kukolj | 4 – 1 |
| Femmes -57 kg | Haruka Funakubo | Non disputé | Milica Nikolić    | –     |

| Catégorie          | Allemagne        | Résultat | Brésil             | Score |
| ------------------ | ---------------- | -------- | ------------------ | ----- |
| Hommes -73 kg      | Igor Wandtke     | 10 – 00  | Daniel Cargnin     | 1 – 0 |
| Femmes -70 kg      | Miriam Butkereit | 10 – 00  | Ketleyn Quadros    | 2 – 0 |
| Hommes -90 kg      | Eduard Trippel   | 00 – 10  | Rafael Macedo      | 2 – 1 |
| Femmes +70 kg      | Renée Lucht      | 00 – 01  | Beatriz Souza      | 2 – 2 |
| Hommes +90 kg      | Erik Abramov     | 10 – 00  | Leonardo Goncalves | 3 – 2 |
| Femmes -57 kg      | Pauline Starke   | 00 – 10  | Rafaela Silva      | 3 – 3 |
| Combat de décision |                  |          |                    |       |
| Hommes +90 kg      | Erik Abramov     | 01 – 00  | Leonardo Goncalves | 4 – 3 |

| Catégorie     | France                    | Résultat    | Corée du Sud  | Score |
| ------------- | ------------------------- | ----------- | ------------- | ----- |
| Hommes -73 kg | Joan-Benjamin Gaba        | 10 – 00     | An Baul       | 1 – 0 |
| Femmes -70 kg | Marie-Ève Gahié           | 00 – 10     | Kim Ji-su     | 1 – 1 |
| Hommes -90 kg | Maxime-Gaël Ngayap Hambou | 11 – 01     | Han Ju-yeop   | 2 – 1 |
| Femmes +70 kg | Romane Dicko              | 10 – 00     | Kim Ha-yun    | 3 – 1 |
| Hommes +90 kg | Teddy Riner               | 10 – 00     | Lee Joon-hwan | 4 – 1 |
| Femmes -57 kg | Sarah-Léonie Cysique      | Non disputé | Huh Mi-mi     | –     |

| Catégorie     | Italie            | Résultat | Ouzbékistan          | Score |
| ------------- | ----------------- | -------- | -------------------- | ----- |
| Hommes -73 kg | Manuel Lombardo   | 00 – 10  | Murodjon Yuldoshev   | 0 – 1 |
| Femmes -70 kg | Savita Russo      | 00 – 01  | Gulnoza Matniyazova  | 0 – 2 |
| Hommes -90 kg | Christian Parlati | 10 – 00  | Davlat Bobonov       | 1 – 2 |
| Femmes +70 kg | Alice Bellandi    | 10 – 00  | Iriskhon Kurbanbaeva | 2 – 2 |
| Hommes +90 kg | Gennaro Pirelli   | 10 – 00  | Alisher Yusupov      | 3 – 2 |
| Femmes -57 kg | Veronika Toniolo  | 10 – 00  | Shukurjon Aminova    | 4 – 2 |

#### Repêchages
| Catégorie     | Serbie            | Résultat    | Brésil          | Score |
| ------------- | ----------------- | ----------- | --------------- | ----- |
| Femmes -70 kg | Marica Perišić    | 00 – 11     | Ketleyn Quadros | 0 – 1 |
| Hommes -90 kg | Nemanja Majdov    | 00 – 10     | Rafael Macedo   | 0 – 2 |
| Femmes +70 kg | Milica Žabić      | 10 – 00     | Beatriz Souza   | 1 – 2 |
| Hommes +90 kg | Aleksandar Kukolj | 00 – 10     | Rafael Silva    | 1 – 3 |
| Femmes -57 kg | Milica Nikolić    | 00 – 11     | Rafaela Silva   | 1 – 4 |
| Hommes -73 kg | Strahinja Bunčić  | Non disputé | Willian Lima    | –     |

| Catégorie     | Corée du Sud  | Résultat | Ouzbékistan          | Score |
| ------------- | ------------- | -------- | -------------------- | ----- |
| Femmes -70 kg | Kim Ji-su     | 00 – 10  | Gulnoza Matniyazova  | 0 – 1 |
| Hommes -90 kg | Lee Joon-hwan | 10 – 00  | Davlat Bobonov       | 1 – 1 |
| Femmes +70 kg | Kim Ha-yun    | 10 – 01  | Iriskhon Kurbanbaeva | 2 – 1 |
| Hommes +90 kg | Kim Min-jong  | 11 – 00  | Alisher Yusupov      | 3 – 1 |
| Femmes -57 kg | Huh Mi-mi     | 00 – 10  | Diyora Keldiyorova   | 3 – 2 |
| Hommes -73 kg | An Baul       | 10 – 00  | Murodjon Yuldoshev   | 4 – 2 |

#### Demi-finales
| Catégorie     | Japon            | Résultat    | Allemagne        | Score |
| ------------- | ---------------- | ----------- | ---------------- | ----- |
| Femmes -70 kg | Saki Niizoe      | 01 – 00     | Miriam Butkereit | 1 – 0 |
| Hommes -90 kg | Sanshiro Murao   | 10 – 00     | Eduard Trippel   | 2 – 0 |
| Femmes +70 kg | Rika Takayama    | 10 – 00     | Renée Lucht      | 3 – 0 |
| Hommes +90 kg | Aaron Wolf       | 11 – 00     | Erik Abramov     | 4 – 0 |
| Femmes -57 kg | Haruka Funakubo  | Non disputé | Pauline Starke   | –     |
| Hommes -73 kg | Soichi Hashimoto | Non disputé | Igor Wandtke     | –     |

| Catégorie     | France                    | Résultat    | Italie            | Score |
| ------------- | ------------------------- | ----------- | ----------------- | ----- |
| Femmes -70 kg | Marie-Ève Gahié           | 10 – 00     | Kim Polling       | 1 – 0 |
| Hommes -90 kg | Maxime-Gaël Ngayap Hambou | 00 – 10     | Christian Parlati | 1 – 1 |
| Femmes +70 kg | Romane Dicko              | 10 – 00     | Alice Bellandi    | 2 – 1 |
| Hommes +90 kg | Teddy Riner               | 10 – 00     | Gennaro Pirelli   | 3 – 1 |
| Femmes -57 kg | Sarah-Léonie Cysique      | 01 – 00     | Odette Giuffrida  | 4 – 1 |
| Hommes -73 kg | Joan-Benjamin Gaba        | Non disputé | Manuel Lombardo   | –     |

#### Matches pour la médaille de bronze
| Catégorie          | Brésil             | Résultat | Italie            | Score |
| ------------------ | ------------------ | -------- | ----------------- | ----- |
| Hommes -90 kg      | Rafael Macedo      | 10 – 00  | Christian Parlati | 1 – 0 |
| Femmes +70 kg      | Beatriz Souza      | 10 – 00  | Asya Tavano       | 2 – 0 |
| Hommes +90 kg      | Leonardo Gonçalves | 00 – 01  | Gennaro Pirelli   | 2 – 1 |
| Femmes -57 kg      | Rafaela Silva      | 11 – 00  | Veronica Toniolo  | 3 – 1 |
| Hommes -73 kg      | Willian Lima       | 00 – 10  | Manuel Lombardo   | 3 – 2 |
| Femmes -70 kg      | Ketleyn Quadros    | 01 – 10  | Savita Russo      | 3 – 3 |
| Combat de décision |                    |          |                   |       |
| Femmes -57 kg      | Rafaela Silva      | 01 – 00  | Veronica Toniolo  | 4 – 3 |

| Catégorie          | Corée du Sud | Résultat | Allemagne        | Score |
| ------------------ | ------------ | -------- | ---------------- | ----- |
| Hommes -90 kg      | Lee Joonhwna | 00 – 10  | Eduard Trippel   | 0 – 1 |
| Femmes +70 kg      | Kim Ha-yun   | 10 – 00  | Renee Lucht      | 1 – 1 |
| Hommes +90 kg      | Kim Min-jong | 10 – 00  | Erik Abramov     | 2 – 1 |
| Femmes -57 kg      | Huh Mi-mi    | 10 – 00  | Pauline Starke   | 3 – 1 |
| Hommes -73 kg      | An Baul      | 00 – 01  | Igor Wandtke     | 3 – 2 |
| Femmes -70 kg      | Kim Jisu     | 00 – 10  | Miriam Butkereit | 3 – 3 |
| Combat de décision |              |          |                  |       |
| Hommes -73 kg      | An Baul      | 10 - 00  | Igor Wandtke     | 4 – 3 |

#### Finale
| Catégorie          | Japon           | Résultat | France                    | Score |
| ------------------ | --------------- | -------- | ------------------------- | ----- |
| Hommes -90 kg      | Sanshiro Murao  | 10 – 00  | Maxime-Gaël Ngayap Hambou | 1 – 0 |
| Femmes +70 kg      | Rika Takayama   | 01 – 00  | Romane Dicko              | 2 – 0 |
| Hommes +90 kg      | Tatsuru Saitō   | 00 – 10  | Teddy Riner               | 2 – 1 |
| Femmes -57 kg      | Natsumi Tsunoda | 10 – 00  | Sarah-Léonie Cysique      | 3 – 1 |
| Hommes -73 kg      | Hifumi Abe      | 00 – 10  | Joan-Benjamin Gaba        | 3 – 2 |
| Femmes -70 kg      | Miku Takaichi   | 00 – 01  | Clarisse Agbegnenou       | 3 – 3 |
| Combat de décision |                 |          |                           |       |
| Hommes +90 kg      | Tatsuru Saitō   | 00 – 10  | Teddy Riner               | 3 – 4 |